# Слухова система людини

Анатомія слухової системи людини

Слухова система (орган слуху і рівноваги) — аналізатор зовнішнього середовища, що виконує дві важливі функції — сприймання звукових коливань, підтримання рівноваги і регулювання положення та рухів тіла в просторі. Слухова система має у своєму складі: вухо і провідний шлях статокінетичного аналізатора.
Рецептори оргазма слуху і рівноваги містяться в товщі кам'янистої частини скроневої кістки. Відповідно до виконуваної функції в органі слуху і рівноваги розрізняють:
- зовнішнє вухо
- середнє вухо
- внутрішнє вухо

Зовнішнє і середнє вухо сприймають і проводять звук, а внутрішнє вухо містить звукосприймальний апарат і орган рівноваги.

## Провідний шлях статокінетичного аналізатора
Провідний шлях статокінетичного аналізатора відіграє велику роль в орієнтації тіла в просторі, сприймає земне тяжіння й положення голови в стані покою та руху. Рецепторами цього аналізатора є волоскові сенсорні епітеліоцити плям мішечка, маточки й ампульних гребенів перетинчастих ампул півколових проток.
Перший нейрон провідного шляху статокінетичного аналізатора — це несправжньоодновідросткові клітини присінкового вузла присінкового нерва, який залягає на дні внутрішнього слухового ходу. Периферійні відростки клітин присінкового вузла утворюють дві гілки — верхню та нижню, вони, своєю червгою, поділяються на нерви, які підходять до основних частин волоскових клітин плям мішечка, маточки і гребнів ампул півколових проток. Ці нерви носять назви тих утворень, до яких вони підходять. Рецептори ампул півколових проток сприймають рухи голови, а рецептори мішечка і маточки — інформацію про статичне положення тіла, прямолінійний рух, вібрацію.
Центральні відростки клітин присінкового вузла утворюють присінкову частину восьмого черепного нерва — присінкового нерва, який виходить з внутрішнього слухового отвору і вступає в стовбур мозку в мосто-мозочковому куті на межі між мостом і довгастим мозком, із зовнішнього боку лицевого нерва. Проникнувши в мозок, більшість центральних відростків закінчуються в чотирьох пристінкових ядрах, де розміщений другий нейрон провідного шляху статокінетичного аналізатора. Частина центральних відростків клітин присінкового вузла не заходить у пристінкові ядра, а через нижню мозочкову ніжку безпосередньо доходить до черв'яка мозочка і ядра вершини.
Другий нейрон — клітини переднього та заднього завиткових ядер покриву мосту. Аксони клітин переднього завиткового ядра переходять на протилежний бік мосту, беручи участь в утворенні трапецієподібного тіла. більшість з них переключається у верхньому оливному ядрі і присередньому додатковому оливному ядрі. Відростки клітин заднього завиткового ядра, утворюючи мозкові смуги дна четвертого шлуночка, переходять на протилежний бік мосту, занурюються в його покрив біля серединної борозни ромбоподібної ямки і приєднуються до волокон трапецієподібного тіла. Менша частина аксонів заднього завиткового ядра не переходить на протилежний бік мосту, а приєднується до трапецієподібного тіла, присереднього верхнього додаткового оливного ядра свого боку і в складі бічної петлі контактує з нейронами нижніх горбків пластинки покрівлі середнього мозку і присереднього колінчастого тіла. Таким чином, у бічній петлі є волокна провідних шляхів від обох слухових аналізаторів
Третій нейрон — ядро трапецієподібного тіла і верхнє оливне ядро. Нервові волокна, які виходять з його ядер, а також аксони нейронівпереднього завиткового ядра, які проходять трапецієподібне тіло, не перериваючись, утворюють бічну петлю. її волокна підходять до ядер нижніх горбків пластинки покрівлі середнього мозку і присереднього колінчастого тіла. Клітини названих утворень є четвертими нейронами провідного шляху слухового аналізатора.

## Утворення звуку
До волоскових клітин спірального органа звукові коливання доходять завдяки повітряній і кістковій провідності. При повітряній провідності звукові коливання передаються різними утвореннями. Спричинені звуком повітряні хвилі проходять через зовнішній слуховий хід і викликають вібрацію барабанної перетинки. Зрощена з барабанною перетинкою ручка молоточка зміщує систему слухових кісточок, що призводить до коливань основи стремінця у вікні присінка. Основа стремінця тисне на перилімфу присінка, її коливання поширюються на перилімфу присінкових ходів і через отвір завитки передаються перилімфі барабанних ходів, закритих в основі завитки вторинною барабанною перетинкою. Коливання її перилімфи передаються барабанній стінці завиткової протоки, на якій розміщений спіральний орган, й ендолімфі завиткової протоки. їхні коливання спричинюють зміщення покривної перетинки спірального органа, що призводить до розтягнення та згинання з'єднаних з покривною перетинкою волосків волоскових сенсорних клітин, які трансформують механічний рух у нервовий імпульс.

## Гігієна слуху
У зовнішньому слуховому проході накопичується вушна сірка, на ній затримуються пил і мікроорганізми, тому необхідно регулярно мити вуха теплою мильною водою; в жодному разі не можна видаляти сірку твердими предметами.
Велику шкіду приносять слуху надмірно сильні звуки і тривалий шум, особливо шкідливо діє останній, що призводить до глухуватості та навіть до глухоти. Максимальний рівень гучності звуку, що вже викликає болючі відчуття, складає в середньому 135 дБ (децибел). Сильний шум знижує продуктивність праці до 40—60%. Деякі інфекційні захворювання (ангіна, грип) викликають запалення середнього вуха. Симптоми захворювання виявляються по-різному, може з'явитися біль у вухах, збільшиться виділення сірки, тобто з'являється «теча», знижується рівень чутності й т. д. У такому випадку необхідно звернутися до лікаря. Хронічне запалення середнього вуха може тривати місяцями, але самолікування ніколи не відбудеться, тому без допомоги фахівця тут ніяк не обійтися.
Тривале прослуховування голосної музики також призводить до погіршення слуху і перевтоми нервної системи.